# Лімасол Арена
Лімасол Арена (інша назва Стадіон Альфамега) — футбольний стадіон у Колоссі, район Лімасол, Кіпр, домашній майданчик 3 найбільших клубів Лімасола — Аполлон, АЕЛ і Аріс. З місткістю 11 000 місць це другий за величиною футбольний стадіон і п'ятий за величиною футбольний стадіон на Кіпрі.

## Назва
Офіційна назва стадіону — стадіон Альфамега. Ця назва стала результатом спонсорської співпраці між компанією, що управляє стадіоном, та мережею гіпермаркетів «Альфамега» щодо використання назви супермаркету як торгової марки стадіону до кінця сезону національної першості 2027-28 років.

## Історія
Спочатку стадіон мав бути побудований АЕЛ та Арісом на тій самій ділянці, яка була надана обом командам у попередні роки. Обидві команди обрали архітектора Петроса Контарідіса, який підготував плани стадіону. Після фінансової кризи 2013 року «Аполлон» погодився будувати стадіон разом з двома іншими командами, і плани були змінені.
Через збільшення витрат, які команди не могли понести, а також через те, що існуючий стадіон Циріон мав низку проблем, а місто потребувало нового стадіону, ГСО вирішила профінансувати проєкт. Однак, оскільки проєкт не був би державним, а належав би іншим користувачам, і його фінансування перевищувало б 15 мільйонів євро, це фінансування повинно було бути схвалене Генеральним директоратом з питань конкуренції Європейської комісії.
Генеральний директорат з питань конкуренції Європейської комісії вважав таке фінансування незаконним, оскільки стадіон належав би командам, що призвело б до преференційного ставлення з боку держави до цих команд за рахунок інших команд. З цієї причини земля була передана ГСО, яка взяла на себе фінансування проєкту та право власності на стадіон. ГСО передала управління стадіоном трьом командам.
Підписання будівельних контрактів між ГСО та спільним підприємством Cyfield — Neophytou J.V., яке взяло на себе зобов'язання побудувати стадіон, відбулося 4 січня 2019 року. Будівництво стадіону розпочалося 28 січня 2019 року.
Офіційне відкриття стадіону «Альфамега» відбулося 25 листопада 2022 року. Перший матч відбувся 15 грудня 2022 року між командами «Аполлон» та «Докса Катокопіас» у рамках 15-го туру Першого дивізіону Кіпру 2022–23. «Аполлон» виграв матч з рахунком 1:0. Перший гол, який був забитий на стадіоні «Альфамега», забив Халед Аденон у власні ворота.